# Schutzpolizei-Nachrichtenschule Eilenburg
Die Schutzpolizei-Nachrichtenschule Eilenburg, auch Polizeischule für Nachrichtenwesen, war eine von um 1940 bis April 1945 bestehende Ausbildungsstätte der Ordnungspolizei in Eilenburg während der Zeit des Nationalsozialismus. Überregional bekannt wurde die Polizeischule als Ausbildungsstätte Erwin Strittmatters. Das Bekanntwerden seiner Mitgliedschaft bei den Polizeieinheiten des NS-Staates war der Anlass, den ihm zu Ehren verliehenen Erwin-Strittmatter-Preis umzubenennen. Die Angehörigen der Polizeischule waren im April 1945 Teil der Kampfgruppe Eilenburg zur Verteidigung der Stadt gegen die anrückende US-Armee.

## Geschichte
Die Aufgabe der Schutzpolizei-Nachrichtenschule bestand in der Ausbildung spezialisierter Polizeieinheiten für die Sicherung der besetzten Gebiete sowie zur Partisanenbekämpfung im Zweiten Weltkrieg.  Das genaue Datum der Eröffnung ist in den einschlägigen Sekundärquellen nicht genannt. Möglicherweise stand der Bau im Zusammenhang mit dem Überfall auf Polen und könnte damit noch am Ende der 1930er Jahre erfolgt sein. Ein entsprechender Eintrag ist im Eilenburger Adressbuch von Mai 1939 noch nicht enthalten, 1942 ist die Einrichtung unter „Schutzpolizei-Nachrichtenschule“ in der Torgauer Landstraße mit zwei Fernsprechanschlüssen verzeichnet.

### Ausbildungstätigkeit
Am 4. März 1941 kam der spätere Schriftsteller Erwin Strittmatter im Alter von 29 Jahren zur Polizeischule nach Eilenburg. Ob er sich dabei freiwillig zum Dienst gemeldet hatte, regulär eingezogen wurde oder wegen einer Kontroverse bei seiner vorherigen Anstellung in Schwarza (Thüringer Zellwolle AG) zwangsrekrutiert wurde, ist nicht geklärt. Er war hier in das Polizei-Ausbildungs-Bataillon Eilenburg II eingegliedert und absolvierte eine sechsmonatige Ausbildung. Die Ausbildung umfasste acht Fächer: 1. „Körperschulung“, 2. Waffenausbildung (einschließlich Unterführerausbildung, formale und Kampfausbildung, Schießausbildung, Waffenkunde), 3. „Weltanschauliche Schulung“, 4. Luftschutz, 5. Polizeirecht (einschließlich Überblick über das Bürgerliche Recht, Gewerbepolizei), 6. Verkehrsrecht, 7. Strafrecht und Strafprozessrecht (einschließlich Kriminalistik) und 8. Praktischer Polizeidienst, Sanitätsdienst sowie Deutsch. Nach der Entlassung aus der Nachrichtenschule wurde aus dem Eilenburger Ausbildungs-Bataillon die 1. Kompanie des Polizei-Bataillons 325 in Dresden aufgestellt.
Da der Reichsführer SS Heinrich Himmler seit 1936 gleichzeitig „Chef der Deutschen Polizei“ war und langfristig eine Verschmelzung von Polizei und SS angestrebt wurde, erfolgte an der Polizeischule auch die Ausbildung von Nachrichtentruppen der SS. 1943 wurde die Schutzpolizei aus dem Innenministerium herausgelöst und direkt Himmler unterstellt. Etwa zu dieser Zeit wurde am Wachturm des Lagers das Emblem der SS angebracht. Dieser Umstand ließ die US-amerikanischen Luftaufklärer von einem Ausbildungslager der SS ausgehen. Die dadurch vermuteten starken SS-Truppen sollen ein Grund für das harte Vorgehen der US-Armee bei den Kämpfen um Eilenburg im April 1945 gewesen sein.

### Kämpfe um Eilenburg und Nachkriegszeit
Am 11. Juli 1944 ereignete sich der erste Fliegerangriff auf Eilenburg. Da die Detonation der Fliegerbombe im dicht bebauten Bereich der Dübener Straße (heute Puschkinstraße) und des Gabelwegs erhebliche Schäden verursachte, wurden etwa 100 Angehörige der Polizei-Nachrichten-Ersatz- und Ausbildungsabteilung neben vielen weiteren Kräften zur Hilfeleistung herangezogen. Als im April 1945 die Westfrontlinie Eilenburg erreicht hatte, wurden die Angehörigen der Polizeischule in die Kampfgruppe Eilenburg zur Verteidigung der Stadt einbezogen. Die etwa 150 Polizeischüler kamen in der mehrtägigen Artillerie-Schlacht allerdings nur in geringem Umfang zum Einsatz. Sie waren nur leicht zur Selbstverteidigung bewaffnet. Am Morgen des 25. April 1945 kapitulierten die Angehörigen der Polizei-Ausbildungseinheit. Mit der kurz darauf erfolgten Entwaffnung durch die US-Militärs hörte die Polizeischule de facto auf zu existieren. Die Beteiligten gingen in Kriegsgefangenschaft.
Nach dem Ende des Krieges dienten die unbeschädigten Baracken den zu tausenden obdachlos gewordenen Einwohnern Eilenburgs als Wohnstätte. Auch Flüchtlinge aus den deutschen Ostgebieten kamen in der Kaserne unter, für die wegen der Sprengung der Muldebrücke der weitere Weg nach Westen vorerst versperrt war. Da die Mulde zur vorläufigen Demarkationslinie erklärt wurde, blieb den Bewohnern der weitaus schwerer getroffenen Altstadt der Weg zur ehemaligen Polizeischule verwehrt. 1946 eröffnete in einer der Baracken eine Gaststätte und ab etwa 1950 war auf dem Gelände die Ostschule 2 eingezogen. Zu DDR-Zeiten waren dort Büros und Unterrichtsräume für verschiedene Zwecke untergebracht. Im Jahr 1965 wurde eine Holzbaracke der Polizeischule demontiert, das Material aufgearbeitet und in Caputh bei Potsdam neu errichtet. Es diente der Kommunalen Wohnungsverwaltung und dem Rat der Stadt Eilenburg bis 1989 als Ferienobjekt, die dazu mit der Gemeinde einen Pachtvertrag geschlossen hatten. Der Bungalow wurde nach der Wende von den Erben der ursprünglichen Grundstückseigentümer, die in Westdeutschland lebten, zu Wohnzwecken weitergenutzt. 2011 wurde das Grundstück verkauft und die ehemalige Baracke abgerissen.

## Gelände
Die Schutzpolizei-Nachrichtenschule lag an der Torgauer Landstraße im Stadtteil Eilenburg-Ost zwischen der heutigen Straße Am Plan im Osten und  der Eisenbahnstrecke Eilenburg–Wittenberg im Westen. Nördlich des Polizeigeländes befand sich ein Lager des Reichsarbeitsdienstes mit Zugang von der Sprottaer Landstraße. Die Polizeischule bestand aus einem Barackenlager und einem zentralen Wachturm. Die Bauart der Gebäude entsprach der der RAD- oder Wehrmachtsbaracken. Am Tor war neben dem Namen der Einrichtung das Hoheitszeichen des NS-Staates angebracht. Das Gebiet ist heute eine Gewerbebrache. Gebäude der Nachrichtenschule sind nicht erhalten.